# (212) Médée
Pour les articles homonymes, voir Médée (homonymie).
(212) Médée est un astéroïde de la ceinture principale découvert par Johann Palisa le 6 février 1880. Son nom fait référence à Médée, personnage de l'Odyssée d'Homère.